# Limacoccus brasiliensis
Limacoccus brasiliensis är en insektsart som först beskrevs av Hempel 1934.  Limacoccus brasiliensis ingår i släktet Limacoccus och familjen Beesoniidae. Inga underarter finns listade i Catalogue of Life.